# Autocharis catalalis
Autocharis catalalis là một loài bướm đêm trong họ Crambidae.